# Barshi

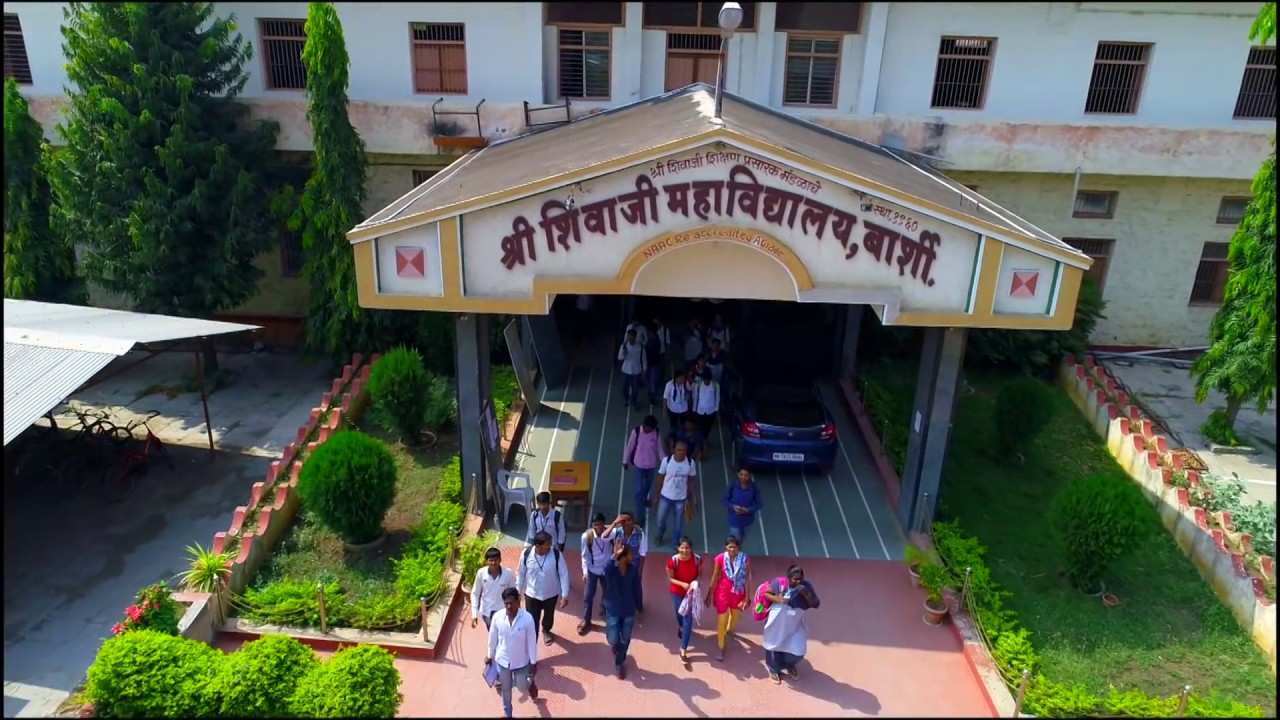

Barshi (o Barsi) è una città dell'India di 104.786 abitanti, situata nel distretto di Solapur, nello stato federato del Maharashtra. In base al numero di abitanti la città rientra nella classe I (da 100.000 persone in su).

## Geografia fisica
La città è situata a 18° 13' 60 N e 75° 42' 0 E e ha un'altitudine di 515 m s.l.m..

## Società

### Evoluzione demografica
Al censimento del 2001 la popolazione di Barshi assommava a 104.786 persone, delle quali 53.894 maschi e 50.892 femmine. I bambini di età inferiore o uguale ai sei anni assommavano a 12.922, dei quali 6.964 maschi e 5.958 femmine. Infine, coloro che erano in grado di saper almeno leggere e scrivere erano 74.791, dei quali 42.083 maschi e 32.708 femmine.